# JR東日本スポーツ
- 東日本旅客鉄道 > JR東日本スポーツ

JR東日本スポーツ株式会社（ジェイアールひがしにほんスポーツ）は、スポーツ施設の運営などを行う日本の企業。

## 概要
首都圏JR主要駅の駅ナカ・駅チカを中心にスポーツ施設の建設・運営などを主な事業としており、「ジェクサー」 (Jexer) ブランドのもと、フィットネス施設のほか、テニスコート、テニススクール、フットサルコート、フットサルチームなどのスポーツクラブ、リラクゼーションスポット「リラクゼ」、運動型介護予防施設などを運営している。
1978年3月に株式会社スポーツ・クリエイト・サービスとして設立。1989年6月に株式会社ジェイアール東日本スポーツへの社名変更を経て、2018年7月1日に現在のJR東日本スポーツ株式会社へ社名を変更している。
JR東日本グループの一員であり、東日本旅客鉄道（JR東日本）の連結子会社（完全子会社）である。

## 施設
親会社所有の土地を活用した事業展開を行っており、全施設が駅から徒歩3分以内の立地としている。

### フィットネスクラブ
- Fitness Lounge THE JEXER TOKYO
- Fitness Lounge THE JEXER TOKYO Annex
- ジェクサー・フィットネスクラブ 四谷
- ジェクサー・フィットネスクラブ 大井町（アトレ大井町店内）
- ジェクサー・フィットネスクラブ 赤羽
- ジェクサー・フィットネスクラブ 大宮
- ジェクサー・フィットネスクラブ 戸田公園
- ジェクサー・フィットネス&スパ 浦和
- ジェクサー・フィットネス&スパ 上野
- ジェクサー・フィットネスクラブ メトロポリタン池袋
- ジェクサー・フィットネス&スパ24 亀戸
- ジェクサー・フィットネス&スパ24 新宿
- ジェクサー・フィットネスクラブ 東神奈川
- ジェクサー・ライトジム アーバン保土ヶ谷
- ジェクサー・フィットネス&スパ 大塚
- ジェクサー・フィットネス&スパ 新川崎
- ジェクサー・フィットネス&スパ24 浦和
- ジェクサー・フィットネス&スパ 板橋
- ジェクサー・フィットネス&スパ24 横浜
- ジェクサー・フィットネス&スパ24 川崎
- ジェクサー・フィットネス&スパ24 新潟
- ジェクサー・フィットネス&スパ 新小岩

### フィットネススタジオ
- ジェクサー・リフレッシュスタジオsopra グランデュオ蒲田（女性専用）
- ジェクサー・フィットネスガーデンsopra リリア川口（女性専用）
- ジェクサー・リフレッシュスタジオsopra セレオ武蔵小金井（女性専用）
- ジェクサー・リフレッシュスタジオsopra ビーンズ西川口（女性専用）（Beansにしかわぐち内）
- ジェクサー・リフレッシュスタジオsopra アトレ秋葉原1（アトレ秋葉原1内）

### フットサルクラブ
- ジェクサー・フットサルクラブ アトレ大井町
- ジェクサー・フットサルクラブ ルミネ立川
- ジェクサー・フットサルクラブ ルミネ大宮
- ジェクサー・フットサルクラブ グランデュオ蒲田

### テニススクール
- ジェクサー・テニススクール ルミネ大宮（大宮ルミネ2内）
- ジェクサー・テニススクール 戸田公園
- ジェクサー・テニススクール 大井町

## 過去に運営していた施設

### フットサル場
- ジェクサー相模原フットサルクラブ（2004年8月1日開業[5]） - 2022年09月25日閉鎖